# Éva Risztov
Dans le nom hongrois Risztov Éva, le nom de famille précède le prénom, mais cet article utilise l’ordre habituel en français Éva Risztov, où le prénom précède le nom.
Éva Risztov (née à Hódmezővásárhely en Hongrie le 30 août 1985), est une nageuse hongroise.

## Biographie
Nageuse polyvalente, Éva Risztov s'illustre dans les épreuves des 400 & 800 m nage libre, 200 m papillon et 400 m 4 nages.
Aux Jeux olympiques d'été de 2004 à Athènes, elle se classe 4e de l'épreuve du 400 m 4 nages et 8e de celle du 200 m papillon. 
Elle est vice-championne du monde, en 2003, des épreuves des 400 m nage libre, 200 m papillon et 400 m 4 nages. 
De 2002 à 2004, lors des Championnats d'Europe, elle remporte 6 titres (en petit bassin), est vice-championne à 6 reprises (5 fois en grand bassin et 1 fois en petit bassin) et se classe 1 fois à la 3e place. 
Le jeudi 9 août 2012, elle devient championne olympique du marathon 10 km en eau libre aux JO de Londres, en remportant la médaille d'or.
En 2015, elle remporte la traversée du lac Balaton dans la catégorie femmes. Elle parcourt les 5,2 km qui séparent les villes de Révfülöp (rive nord) et Balatonboglár (rive sud) en 1 h 2.

## Palmarès

### Jeux olympiques
- Jeux olympiques d'été de 2012 à Londres  Royaume-Uni
  -  Médaille d'or de l'épreuve de 10 km nage libre (1 h 57 min 38 s 02)

### Championnats du monde
- Championnats du monde de natation 2003 à Barcelone  Espagne
  -  Médaille d'argent sur le 400 m nage libre (4 min 07 s 24)
  -  Médaille d'argent sur le 200 m papillon (2 min 07 s 68)
  -  Médaille d'argent sur le 400 m 4 nages (4 min 37 s 39)

### Championnats d'Europe
- Championnats d'Europe de natation 2002 à Berlin  Allemagne
  -  Médaille d'argent sur le 400 m nage libre (4 min 07 s 24)
  -  Médaille d'argent sur le 800 m nage libre (8 min 28 s 06)
  -  Médaille d'argent sur le 200 m papillon (2 min 08 s 24)
  -  Médaille d'argent sur le 400 m 4 nages (4 min 36 s 17)
- Championnats d'Europe de natation 2004 à Madrid  Espagne
  -  Médaille d'argent sur le 400 m 4 nages (4 min 40 s 34)
- Championnats d'Europe de natation 2012 à Debrecen  Hongrie
  -  Médaille d'argent sur le 1 500 m nage libre (16 min 10 s 04)
  -  Médaille de bronze sur le 800 m nage libre (8 min 27 s 87)
- Championnats d'Europe de natation 2014 à Berlin  Allemagne
  -  Médaille d'argent sur le 10 km en eau libre

### Championnats d'Europe en petit bassin
- Championnats d'Europe de natation 2002 en petit bassin à Riesa  Allemagne
  -  Médaille d'or sur le 400 m nage libre (4 min 01 s 95)
  -  Médaille d'or sur le 800 m nage libre (8 min 14 s 72)
  -  Médaille d'or sur le 200 m papillon (2 min 07 s 19)
  -  Médaille d'argent sur le 400 m 4 nages (4 min 33 s 09)
- Championnats d'Europe de natation 2003 en petit bassin à Dublin  Irlande
  -  Médaille d'or sur le 200 m papillon (2 min 06 s 72)
  -  Médaille d'or sur le 400 m 4 nages (4 min 33 s 57)
  -  Médaille de bronze sur le 800 m nage libre (8 min 23 s 94)
- Championnats d'Europe de natation 2004 en petit bassin à Vienne  Autriche
  -  Médaille d'or sur le 400 m 4 nages (4 min 32 s 26)

### Championnats d'Europe de nage en eau libre
- Championnats d'Europe 2016 à Hoorn (Pays-Bas) :
  -  Médaille de bronze du 5 km en eau libre par équipe mixte

## Record
- Record d'Europe du 800 m nage libre en petit bassin, le 13 décembre 2002, à Riesa, lors de la finale des Championnats d'Europe. Avec un temps de 8 min 14 s 72, elle approche à 37/100e de seconde le record du monde détenu par la japonaise Sachiko Yamada.